# Río Blackburn
El río Blackburn (en inglés: Blackburn River) es un río de pocos kilómetros de largo ubicado en el noroeste de la isla Gran Malvina en las islas Malvinas. Nace en la loma del Castillo y desemboca en la bahía San Francisco de Paula que su estuario glacial ampliado por el río, en el oeste de la isla. El río Piloto es su principal afluente y nace entre los montes Beaufort e Independencia. El nombre proviene del inglés de Escocia y hace referencia a un pequeño río o arroyo grande.